# Manuel II de Constantinopla
Manuel II de Constantinopla (em grego: Μανουήλ Β΄) foi o patriarca grego ortodoxo de Constantinopla, exilado no Império de Niceia, entre 1244 e 1254.

## Vida e obras
Após um período de quatro anos de sede vacante, Manuel II foi finalmente eleito em 1244. Ele era um "respeitável padre casado, mas ignorante". Em 1247, Manuel iniciou contatos com Lourenço, um frade franciscano enviado como legado pelo papa até Constantinopla.  Dois anos mais tarde, voltou a contatar João de Parma, ministro geral da mesma ordem. Contudo, as negociações com o ocidente continuaram sem resposta, mesmo depois de o imperador de Niceia João III Ducas Vatatzes ter enviado dois lordes e dois bispos gregos à Roma. 
Manuel II morreu antes de 3 de novembro de 1254 (data da morte do imperador João III).